# السيميائية الأدبية
النقد الأدبي السيميائي، ويقال بأنه السيميائية الأدبية، يعرف بنهج النقد الأدبي الذي تسترشد به نظرية العلامات أو السيميائية. وترتبط ارتباطا وثيقا في البنيوية رائدها فرديناند دي سوسير، كان مؤثرا للغاية في تطوير النظرية الأدبية من شكل النهج في أوائل القرن العشرين. 

## التاريخ
نشأت الأشكال المبكرة من السيميائية الأدبية عن طريق المناهج الشكلية للأدب، وخاصة الشكلية الروسية، واللغويات البنيوية، وخاصة مدرسة براغ. ومن بين المؤلفين السيميائيين البارزين فلاديمير بروب والجيرداس جوليوس جريماس وفيكتور شكلوفسكي.  كان هؤلاء النقاد معنيين بتحليل رسمي لأشكال السرد الشبيه بالرياضيات الأدبية، أو بما يعرف بالنحو الأدبي، على قدر الإمكان. واقترحوا تدوينات رسمية مختلفة لكل من المكونات والتحولات السردية وبدأوا بتحويل التصنيف وصفيًا للقصص الموجودة على هذا المنوال.
دعائم المرفولوجيا للحكايا الشعبية. حانة روسية. 1928؛ الإنجليزية منذ 1958) قدم مثالا على النهج الرسمي والمنهجي. في الفصول المتتالية، يحلل دعائم الشخصيات وأحداث الحبكة وعناصر أخرى من الحكايات الشعبية التقليدية (في المقام الأول من روسيا وأوروبا الشرقية). لكل عنصر من هذه المكونات الرئيسية، يعطي تعيينًا للحروف (مع حروف أعلى لتعيين أنواع فرعية محددة). يسمح بتحليل الحكايات الفردية من خلال تحويلها إلى هذه الرموز يعقبها التعميم حول هيكلها. فمثلا:
تحليل قصة بسيطة من خطوة واحدة من النوع HI من نوع: اختطاف شخص.
131. القيصر ثلاث بنات (α). البنات يمشون (β³)، ويطولون في الحديقة (δ¹). تنين يخطفهم (A¹). نداء للمساعدة (B¹). مهمة ثلاثة أبطال (C C). ثلاث معارك مع التنين (H¹ – I¹)، إنقاذ عوانس (K 4 ). العودة (↓)، المكافأة (w °). (بروب 128)
ننظر إلى الهيكل الكامل لهذه القصة في سطر واحد من التدوين، التحليل مكتمل ومنجز للمقارنة مع الحكايات الأخرى بشكل منهجي:
αβ³δ¹A¹B¹C ↑ H¹ – I¹K 4 ↓ w °
غالبًا ما أصبحت المقاربات السيميائية في الأدب منهجيتها أقل (أو تكون في بعض الحالات الخاصة مثل رولان بارت S / Z، أصبحت منهجية بشكل خاص وواضح حتى تكون وجود إمكانية سيميائية أدبية كاملة مشكوك فيها). مع ترك اللغويات البنيوية لمجال الفلسفة ما بعد البنيوية للغة التي أنكرت الطموحات العامة العلمية للنظرية واللعلامات، النقد الأدبي السيمائي كان أكثر مرونة وأقل منهجية في طموحه.ومع ذلك، فإن بعض المؤلفين لديهم طموحات علمية أكثر لمخططاتهم الأدبية من غيرهم. ومن المؤلفين اللاحقين في التقليد السيميائي للنقد الأدبي تزفيتان تودوروف وميخائيل بختين ورولاند بارثس وجوري لتمان وجوليا كريستيفا ومايكل ريفراتير وأومبرتو إيكو.

## روابط خارجية
- السيميائية من دليل جونز هوبكنز للنظرية الأدبية والنقد